# Idrætsklubben Skovbakken
L'Idrætsklubben Skovbakken, citato come IK Skovbakken nella sua forma contratta, è una società polisportiva danese con sede a Aarhus, nella regione dello Jutland centrale. Svolge la sua attività presso il Vejlby/Risskov Centret.
Fondata nel 1927, ha visto negli anni aumentare la sua partecipazione in 12 diverse discipline sportive, ed annovera, con il medesimo nome di IK Skovbakken, iscrizioni dei suoi tesserati nelle competizioni di atletica leggera, badminton, camminata nordica, tennis, trampolino elastico e squash, e squadre di calcio, maschile e femminile, ginnastica, nuoto, pallamano, pallacanestro e pallavolo.